# دراجات بروكسل الكلاسيكية 2015
دراجات بروكسل الكلاسيكية 2015 (بالفرنسية: Brussels Cycling Classic 2015)‏  هو سباق دراجات هوائية، وهو الموسم رقم 95 من السباق، وأقيم في 5 سبتمبر 2015، وامتدّ لمسافة 200.8 كيلومتر، وهو أحد سباقات طواف أوروبا للدراجات 2015، وهو من نوع سباق يوم واحد، وهو من نوع سباق الدراجات، وقد شارك في السباق 187 متسابقاً ووصل إلى نهايته 168 متسابقاً.
فاز فيه بالمركز الأول ديلان جروينويغن، وبالمركز الثاني روي يانس، وبالمركز الثالث توم بونن.

## الفائزون
| الترتيب | الفائز          |
| ------- | --------------- |
| الفائز  | ديلان جروينويغن |
| الثاني  | روي يانس        |
| الثالث  | توم بونن        |

## وصلات خارجية
- الموقع الرسمي